# Boris Vladimirovič Asaf'ev
Boris Vladimirovič Asaf'ev (in russo Борис Владимирович Асафьев?; San Pietroburgo, 29 luglio 1884 – Mosca, 27 gennaio 1949) è stato un compositore, scrittore e musicologo russo.

## Biografia
Boris Asaf'ev (Asaf'yev, Asaviev, Asafev, Assafiev, Assafjew, Asafieff) nacque nell'Impero russo, che vide finire a causa della nascita dell'Unione Sovietica, dove ebbe una grande influenza. I suoi scritti comprendono Il libro su Stravinsky, Glinka, La forma musicale come processo, Studi per la sinfonia. Ha composto balletti, opere, lavori sinfonici e cameristici. La sua composizione più celebre è il balletto Flames of Paris basato sulla Rivoluzione francese. Altra opera importante è La fontana di Bakhchisarai, rappresentata per la prima volta nel 1934 al Teatro Mariinskij di San Pietroburgo. Venne a conoscenza della chitarra a sei corde (diversa da quella eptacorde russa) dal chitarrista Andrés Segovia durante il suo tour in Unione Sovietica del 1926. Probabilmente a causa dello scoppio della seconda guerra mondiale non riuscì a far avere al chitarrista le musiche composte.

## Composizioni

### Strumento Solo
- 12 Preludi (1939) chitarra (Ed. Orphee)
- 2 Studi (1939) chitarra (Ed. Orphee)
- 6 Romanze in vecchio stile (1939) chitarra (Ed. Orphee)
- Thema Variazioni e Finale dopo Tchaikovsky sull'opera Mazepa (1939) chitarra (Ed. Orphee)
- Preludio e Valzer (1939) chitarra (Ed. Orphee)
- Suite di Danze Antiche pianoforte

### Duo
- Sonata per tromba e pianoforte (Ed. Leduc)

### Musica da Camera
- Concerto in Sol Magg.  per Chitarra e Orchestra da Camera (Ed. Orphee)

### Balletti
- La Fiamma di Parigi (basato sulla Rivoluzione francese) (1932)

### Opere
- La fontana di Bakhchisarai (basato sul poema di A. S. Puškin) (1934)

## Registrazioni
- Boris Asafiev: Concerto in Sol Magg. per chitarra e orchestra da camera contiene partitura con CD incluso (Ed. Orphee)
- "Leningrad Composers" (musiche di Asaf'ev, Agafonnikov, Kotlyarevsky) - Leo Andronov chit., The Leningrad Philharmonic Symphony and Chamber Orchestra Direttori: Yury Aliev, Pavel Bubelnikov, Victor Fedotov formato LP